# Globoconella
Globoconella es un género de foraminífero planctónico de la familia Globorotaliidae, de la superfamilia Globorotalioidea, del suborden Globigerinina y del orden Globigerinida. Su especie tipo es Globorotalia conomiozea. Su rango cronoestratigráfico abarca desde el Aquitaniense (Mioceno inferior) hasta la Actualidad.

## Descripción
Globoconella incluye especies con conchas trocoespiraladas, de forma umbilico-convexa; sus cámaras son hemisféricas a cónicas, y seleniformes en el lado espiral; sus suturas intercamerales son ligeramente incididas y rectas en el lado umbilical, y niveladas o ligeramente elevadas (carena circumcameral) y curvas en el lado umbilical; su contorno ecuatorial es redondeado o ligeramente lobulado; su periferia es aguda, con carena poco desarrollada o ausente en las especies más primitivas; su ombligo es estrecho y profundo; su abertura principal es interiomarginal, umbilical-extraumbilical, con forma de arco asimétrico; presentan pared calcítica hialina, finamente perforada, con poros cilíndricos, y superficie lisa a puntuada, en ocasiones con pústulas; en el estadio final, puede desarrollar una corteza gruesa de calcita que cubre la superficie.

## Discusión
Clasificaciones posteriores han incluido Globoconella en la superfamilia Globigerinoidea. Las especies de Globoconella han sido incluidas tradicionalmente en el género Globorotalia, o bien consideradas un subgénero de este: Globorotalia (Globoconella). Algunos autores consideran a Globoconella un sinónimo subjetivo posterior de Globorotalia.

## Ecología y Paleoecología
Globoconella incluye foraminíferos con un modo de vida planctónico, de distribución latitudinal templada, y habitantes pelágicos de aguas profundas (medio mesopelágico inferior a batipelágico superior).

## Clasificación
Globoconella incluye a las siguientes especies:
- Globoconella conoidea
- Globoconella conomiozea
  - Globoconella conomiozea subconomiozea
  - Globoconella conomiozea terminalis
- Globoconella incognita
- Globoconella inflata
- Globoconella miozea
- Globoconella panda
- Globoconella puncticulata
- Globoconella sphericomiozea
- Globoconella triangula
- Globoconella zealandica

Otras especies consideradas en Globoconella son:
- Globoconella bononiensis
- Globoconella nana, aceptado como Paragloborotalia nana
- Globoconella praescitula, aceptado como Globorotalia praescitula
- Globoconella saphoae